# Toyota Allion
Als Nachfolger des aus den USA importierten Toyota Cavalier trat 2001 der Toyota Allion dessen offizielle Nachfolge an. Anders als beim Vorgänger wurde das neue Modell mit modernen Features und einer besseren Ausstattung versehen.

## Erste Generation

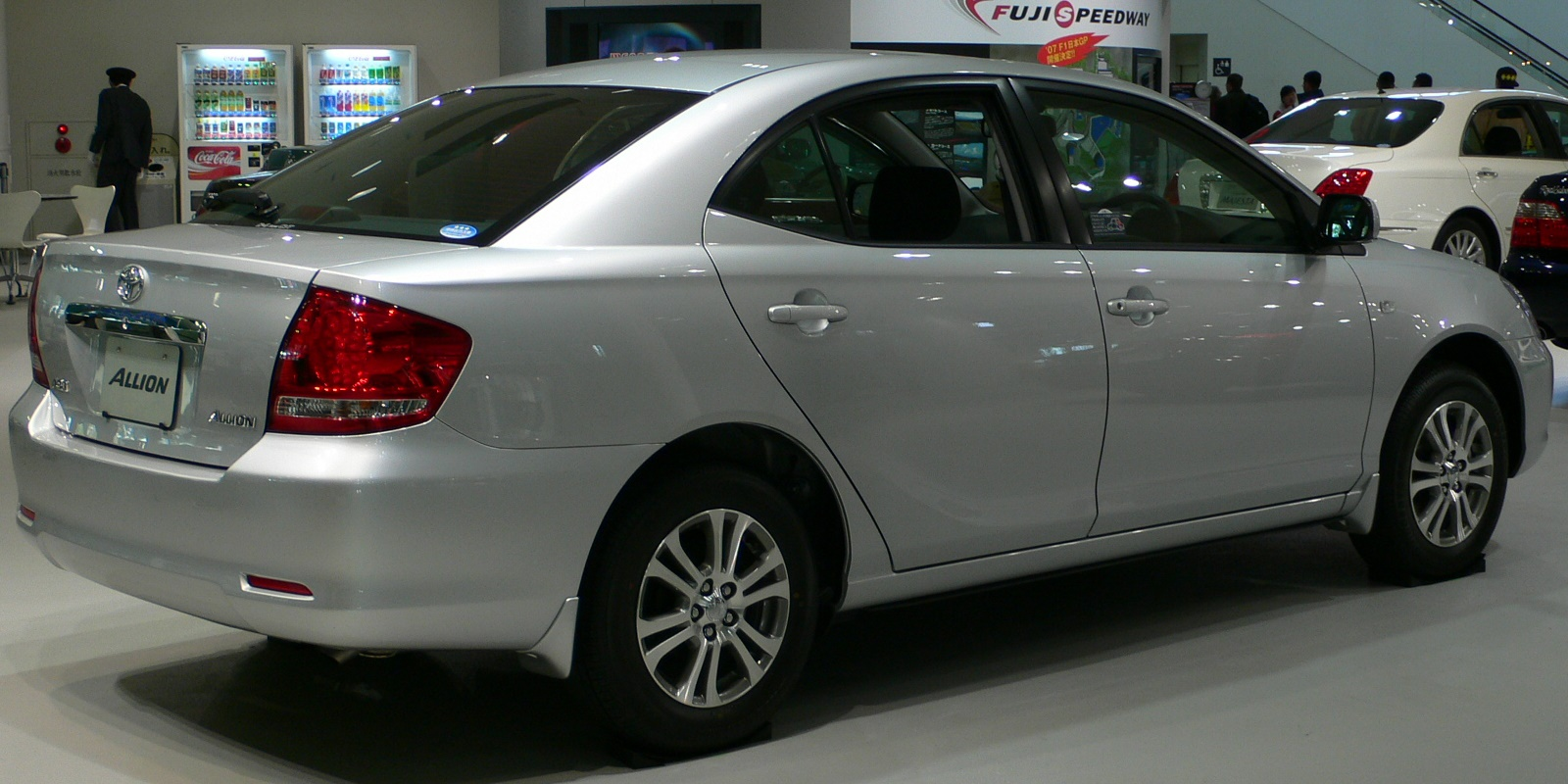
Toyota Allion NZT240

Mehr als ein Jahr nach der Konzeptüberarbeitung des erfolglosen Toyota Cavalier, präsentierte Toyota am 25. Dezember 2001 den neuen Toyota Allion. Schwestermodell war der Toyota Premio. Die einzige Änderung folgte am 20. Dezember 2004 mit der Abänderung des Stoßstangen- und Rücklichtdesigns. Mit der Umstellung setzte Toyota nun nur noch LED-Lichtsysteme ein.
Folgende Motorisierungen standen zur Auswahl:
- NZT240 (2WD): 1NZ-FE mit einem Hubraum von 1500 cm² und einer Leistung von 80 kW (109 PS)
- ZZT240 (2WD): 1ZZ-FE mit einem Hubraum von 1800 cm³ und einer Leistung von 97 kW (132 PS)
- ZZT245 (AWD): 1ZZ-FE mit einem Hubraum von 1800 cm³ und einer Leistung von 92 kW (125 PS)
- AZT240 (2WD): 1AZ-FSE mit einem Hubraum von 2000 cm³ und einer Leistung von 114 kW (155 PS)
- AZT245 (AWD): 1AZ-FSE mit einem Hubraum von 2000 cm³ und einer Leistung von 112 kW (152 PS)

## Zweite Generation

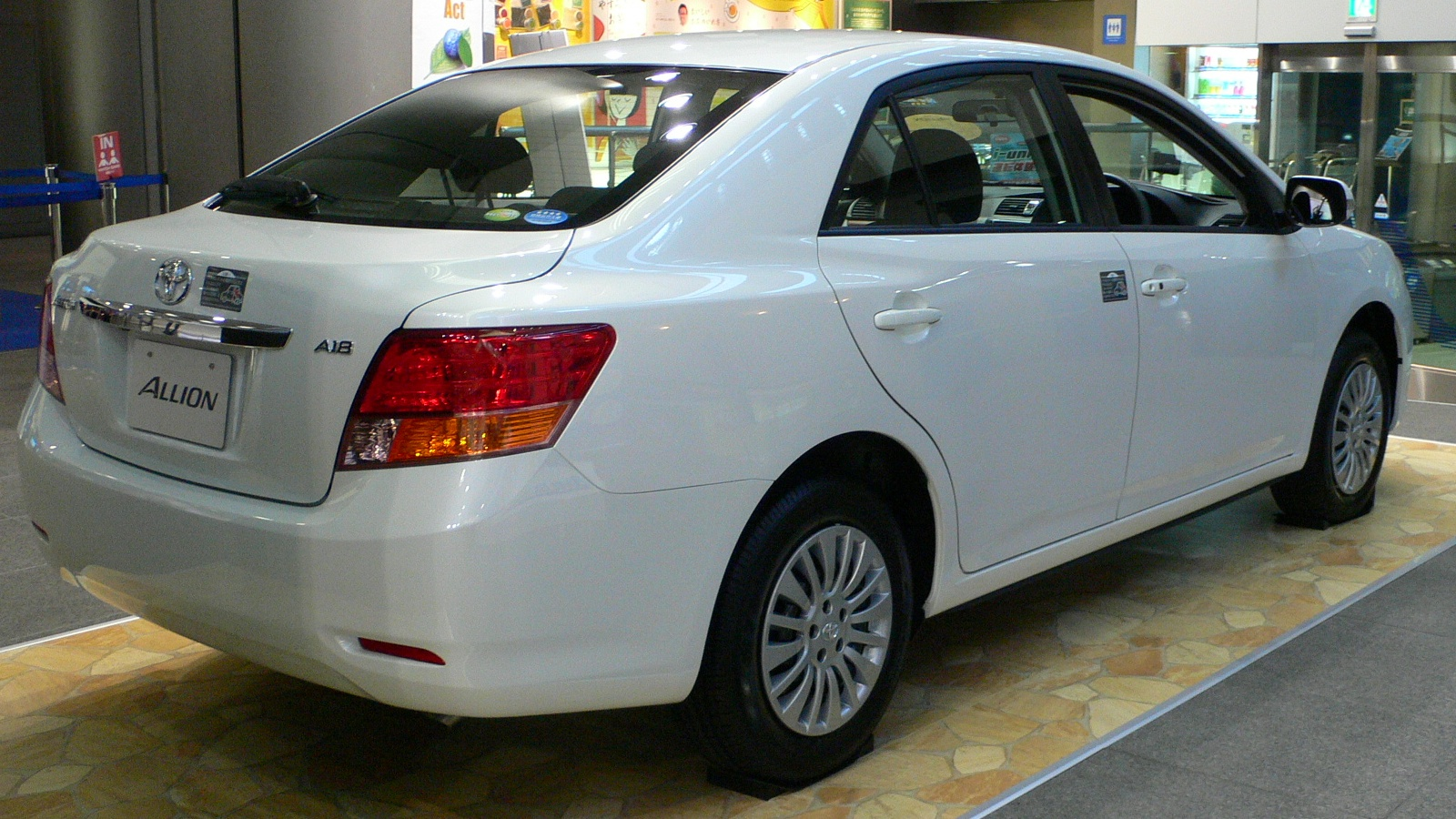
Toyota Allion A18

Mit einem neuen Charakter ging die zweite Modellgeneration am 4. Juni 2007 in Serienproduktion. Obwohl die Karosserie des Modells kaum verändert wurde, so besitzt die neue Modellgeneration einen größeren Innenraum und nochmals einen höheren Standard als sein Vorgänger.
Folgende Motorisierungen stehen zur Auswahl:
- A15 (2WD): 1NZ-FE mit einem Hubraum von 1,5 l und einer Leistung von 81 kW (110 PS)
- A18 (2WD): 2ZR-FE mit einem Hubraum von 1,8 l und einer Leistung von 100 kW (136 PS)
- A18 (AWD): 2ZR-FE mit einem Hubraum von 1,8 l und einer Leistung von 92 kW (125 PS)
- A20 (2WD): 3ZR-FAE mit einem Hubraum von 2,0 l und einer Leistung von 116 kW (158 PS)

Am 2. September 2008 fügte Toyota den A15G dem Modellprogramm hinzu. Bei diesem handelt es sich lediglich mit einem Sportpaket verkleideten A15-Modell.
Der im Mai 2012 eingeführte Z300 der chinesischen Herstellers Zotye International ähnelt stark dem Allion.

## Dritte Generation

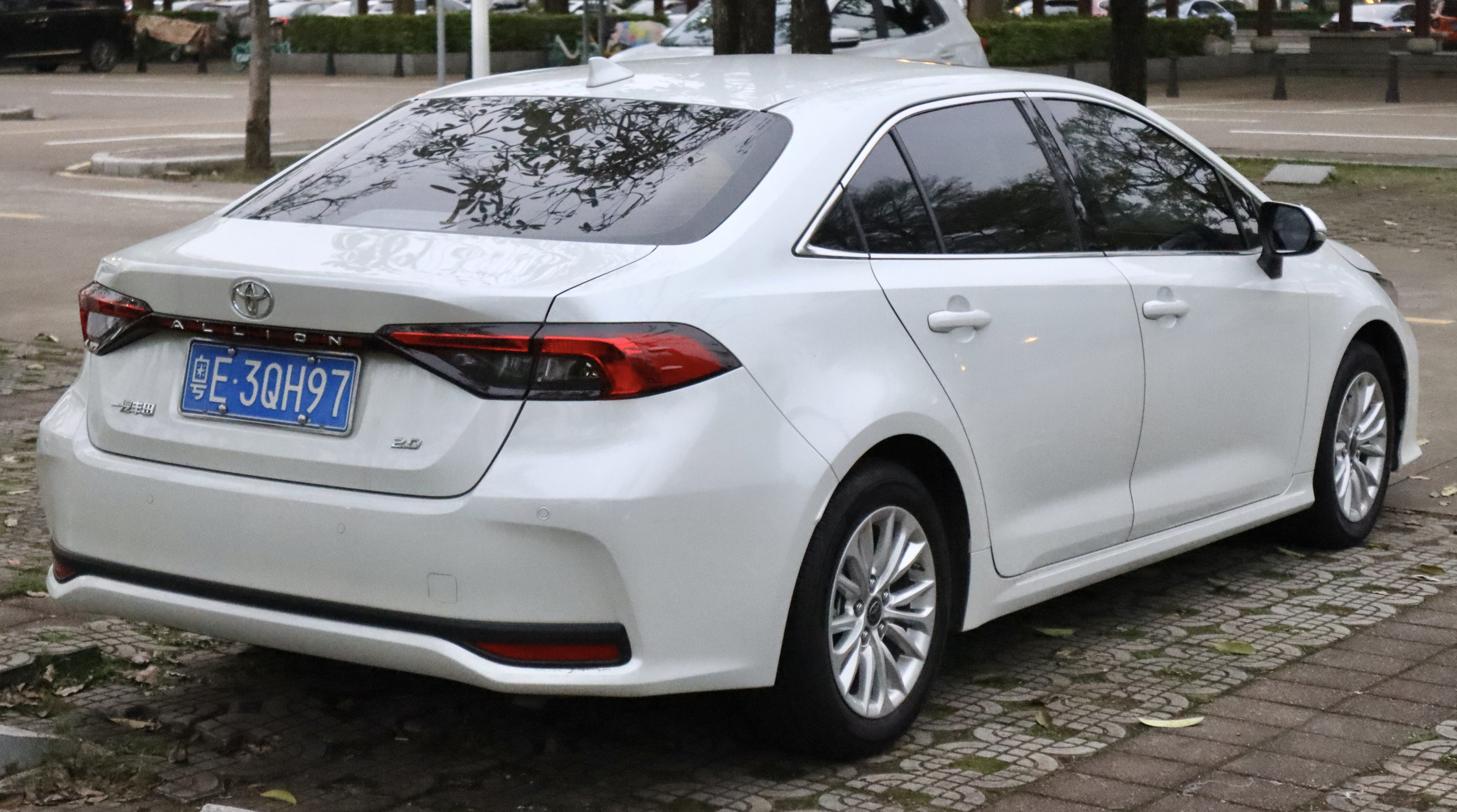
Toyota Allion E210

Auf der Guangzhou Auto Show im November 2020 präsentierte FAW-Toyota eine Variante, die auf dem 2018 vorgestellten Corolla E210 basiert, jedoch etwas länger ist. Im April 2021 kam sie in China in den Handel. Äquivalent zum Allion bietet GAC-Toyota mit dem Toyota Lingshang ebenfalls eine verlängerte Version der Baureihe an.

### Technische Daten
| Kenngrößen                                  | 2.0                          | 2.0 Hybrid                   |
| Bauzeitraum                                 | seit 04/2021                 | seit 09/2023                 |
| Motorkenndaten                              |                              |                              |
| Motortyp                                    | R4-Ottomotor                 | R4-Ottomotor + Elektromotor  |
| Hubraum                                     | 1987 cm³                     | 1987 cm³                     |
| Verdichtungsverhältnis                      | 13 : 1                       | 14 : 1                       |
| Motoraufladung                              | —                            | —                            |
| max. Leistung Verbrennungsmotor             | 126 kW (171 PS) bei 6600/min | 112 kW (152 PS) bei 6000/min |
| max. Leistung Elektromotor                  | —                            | 83 kW (113 PS)               |
| max. Systemleistung                         | —                            | 144 kW (196 PS)              |
| max. Drehmoment Verbrennungsmotor           | 205 Nm bei 4600–5000/min     | 188 Nm bei 4400–5200/min     |
| max. Drehmoment Elektromotor                | —                            | 206 Nm                       |
| Kraftübertragung                            |                              |                              |
| Antrieb, serienmäßig                        | Vorderradantrieb             | Vorderradantrieb             |
| Getriebe, serienmäßig                       | Stufenloses Getriebe         | Stufenloses Getriebe         |
| Messwerte                                   |                              |                              |
| Höchstgeschwindigkeit                       | 180 km/h                     | 180 km/h                     |
| Beschleunigung, 0–100 km/h                  | 8,9 s                        | k. A.                        |
| Kraftstoffverbrauch auf 100 km (kombiniert) | 5,6–6,2 l Super              | 4,1–4,4 l Super              |
| Tankinhalt                                  | 50 l                         | 43 l                         |